# هارالد فوغل
هارالد فوغل (بالألمانية: Harald Vogel)‏ هو موسيقي ألماني، ولد في 1941 في Ottersberg ‏ في ألمانيا.

## وصلات خارجية
- هارالد فوغل على موقع ميوزك برينز (الإنجليزية)
- هارالد فوغل على موقع أول ميوزيك (الإنجليزية)
- هارالد فوغل على موقع ديسكوغز (الإنجليزية)